# 不妊
不妊（ふにん、英語: Infertility）とは、自然な状態で妊娠に至れない状態。妊娠自体はするものの妊娠を一定期間以上維持することが出来ず、流産・死産を繰り返す状態については「不育症」を参照。
この項では主に加齢による女性の妊孕力（妊娠能力）低下、又は疾患が原因の不妊について述べる。

## 概説
妊孕力の正常なカップルでは、排卵期に一回の膣内射精で妊娠する確率が20代女性では約50％である。更に、正常な生殖能力を持つ男性が年代ごとの女性に1年間腟内射精した際の妊娠率は20歳～24歳86％、25歳～29歳78％、30歳～34歳63％、35歳～39歳52％、40歳～44歳36％、45歳～49歳5％、50歳以上0％となる。そのため、WHO・日本産科婦人科学会ともに、不妊を「妊娠を望む男女が避妊をせずに性行為をしているのに1年以内に妊娠に至れない状態」と定義していて、妊娠希望のカップルの10-15％に見られる。
1生理周期当たりの妊娠率は30歳が25％～30％、35歳18％、40歳5％、45歳1％である。つまり、妊活中で避妊しなかった40歳の女性の一回生理期間中の妊娠率は僅か5％であるが、1年で36％の人は不育症・遺伝子疾患等の可能性もあるが妊娠自体はする。逆に1年間も避妊していなくても約7割の40歳妊活女性は妊活を断念せざるを得ない現実であることを意味する。アメリカの生殖医学会では、更に女性の年齢が35歳以上の場合には、膣内射精しているのに妊娠しないことが半年を過ぎた時点で検査することを推奨している。更に35歳以上の妊娠は「ハイリスク妊娠」であり、国際産婦人科連合（FIGO）では35歳以上の初産、または40歳以上の経産婦の出産を「高齢出産」と定義している。健康的な女性でも40歳で閉経することもあり、逆に40歳以前に閉経した場合は「早期閉経」とされる。卵子完全消失した早発卵巣不全、卵子が子宮内に存在しているが排卵がされないゴナドトロピン抵抗性卵巣症候群の二種類がある。30歳未満の女性の1/1000人、40歳未満の1/100人にみられ、無月経女性の5〜10%は早期閉経である。
男性不妊患者は生まれつきの性器不全や精子の病が理由が占め、20歳-40歳男性の3％が男性不妊患者である。逆に不妊症ではない健康な男性も35歳から45歳にかけて、精巣のサイズ縮小・精液量と精子の質が緩やかに衰えてくることから流産・染色体異常の確率が加齢ごとに高まり始める。しかし、その人の中で「最も発育の良い卵」とはいえ子宮内に毎月僅か1つ排卵される卵子と違い、精子は数が多く、一部の精子の質が劣っていても、生き残っている精子の数もある程度いることが多いため、妊娠率は同年齢の女性より高い。自然妊娠の成功率は男性は40歳ぐらいから徐々に落ち始めるものの、健康な男性は思春期から死ぬまで生殖能力自体を持つ。そのため、70歳でも健康な生殖能力があり、男性は長い生殖期間を持つ。30歳代と比較すると50歳代の男性は精液量が3～22％、精子運動率は3～37%、精子正常形態率は4～18%低下する。このような精子老化などが原因の不妊症については「男性不妊症」または「性機能障害」を参照。

## 定義
世界保健機関による定義は「妊娠を望む健康な男女が避妊をしないで性交しているのに12ヶ月以上にわたって妊娠に至れない状態」となっている。アメリカ生殖医学会も患者向けガイドラインの中で「1年以上」としており、「もしあなたが35歳以上であるならば、6か月以上避妊せずに性交しても妊娠が起きなければ医学的な検査を始めるべきだ」と推奨している。なお、妊娠に至れない状態を原発性不妊、一度以上の妊娠・分娩後妊娠に至れない状態を続発性不妊と区別する場合もある。
2015年8月29日、日本産科婦人科学会が理事会において、不妊の定義を従来の2年から、諸外国に合わせて1年に変更した。
日本では妊孕能が正常なカップルでは妊娠を希望し、膣内射精を行った場合は、6か月以内に65％、1年で80％、2年で90％、3年で93％が妊娠に至るとされている。なお、両者妊娠適齢期で膣内射精しているのに不妊な場合において、男性側にのみ問題があるケースが約24%、女性側にのみ問題があるケースが41%、両性双方に問題があるケースが24%、原因不明な場合が11%あるとされている。
一方で妊娠するのだが、習慣的に流産となってしまう場合を不育症という。不育症は広義の不妊症の一部に組み込まれることもあるが、基本的には概念が異なる。なお、日本生殖医学会では加齢による難妊化や、45歳以上の女性の有効卵子枯渇も「不妊症」の範疇に含めており、人類の高齢女性は全員が不妊症であり、不妊症でない人は存在しないとの認識となっている。
日本では妊娠を望んで体外受精を行う女性の年齢自体が高くなっていること、体外受精で採卵の際、事前に薬を投与して卵巣内で卵子を沢山培養してから採る方法ではなく、卵巣内で自然に育った卵子だけを採る「自然周期」が多く行われている。しかし、この培養しない手法は、その成功率の低さゆえに、他の先進国では行われておらず、英国立医療技術評価機構〈NICE〉の診療ガイドラインには「自然周期の体外受精は患者に提案しないこと」と定められている。 上記の2つの理由のために「国際生殖補助医療監視委員会（International Committee Monitoring Assisted Reproductive Technologies：ICMART）」の報告によると体外受精の実施件数が世界一多いが、1回の採卵あたりの出産率は世界最下位で「不妊治療で出産できない国、世界1位」と報道されている。
不妊治療を終えると決意した夫婦が特別養子縁組の選択肢を検討することがあるが、民法によって、子供側は15歳未満、親は25歳以上かつ子どもが20歳になった際に65歳以下となるように親と子どもの年齢差を、子供側0歳児だった時の年齢を45歳未満に制限しているため、治療を諦めてから特別養子縁組を検討しても間に合わない場合がある。

## 歴史
不妊の原因は男女片側、双方側の3パターンとも存在し、不妊原因が「女性のみ」41％、「男性のみ」24％、「男女双方」24%である。そのため、半数が男性側に（も）原因が認められる。
一方、不妊原因が「加齢による難妊化が要因」となっている場合は、女性原因に大きく偏る。日本生殖医学会によれば、健康状態の如何に関わらず、一般に45歳を越えた女性は概ね妊娠自体は不可能となる。35歳未満の妊娠成功率は3割を越えるが、35歳を越えると2割半ばまで低下する。そのため、子供が一人でも欲しい夫婦は34歳までに出産することを考えて家族計画するのがよい。
しかし、20代女性でも6%は不妊症であり、女性の年齢が若いほど妊娠できる可能性は高くなるため、不妊治療を早期に開始するためには産婦人科で自分の体の状態を診てもらうように義務教育等で教育すべきとの声がある。不妊治療に対する女性への保険適用も、ドイツは40歳まで、最も高いのは42歳以下までとしているフランスである。日本国内においての不妊症の治療は、人工授精や体外受精などには、以前は健康保険は適用されていなかった。これを根拠として「不妊は病気でない」と主張する者もいる。なお、2022年4月より日本国内でも不妊治療が保険適応された。
なお1989年に至っても、一部のフェミニストは「健康上問題が見られないのに不妊が病気であるという考え方は、子供を儲けられない女性は、一人前ではないという考え方に至る。その上不妊治療による女性への身体的負担は非常に大きい。また、独身者の場合は問題とならないという側面からも、病気とは認められない」などとして、不妊症が病気であることを否定していた例が存在する。
厚生労働省国立社会保障・人口問題研究所が5年毎に行っている、出生動向基本調査の2010年第14回出生動向基本調査によると、20歳～49歳の不妊の心配・治療経験、検査や治療を受けたことがある割合は16.4%になっており、加齢と共に増加している。
年齢を理由としてない女性の不妊は、卵子形成障害が多く、同様に男性の不妊理由は、原因不明の精子形成障害が9割である。この場合は、男性の治療は技術確率がなされておらず、治療困難である排卵する卵子の年齢は、アンチエイジングなど見た目の若さは関係なく、実年齢と一致する。35歳の時に排卵された卵子は、35年前に女性の体内で造られた卵子という事である。そのため、「卵子の老化」という卵巣内にあった期間が長いほど、卵子の質・卵子の機能が低下する。

## 女性の不妊原因
世界保健機関による統計では、精子や卵巣の病気など加齢を考慮に入れない不妊原因で、原因が男性のみにある場合が24％、女性のみが41％、男女ともが24％、不明が11％と報告されている。加齢が原因の不妊場合、平均値で健康な男性は40歳から、健康な女性は26歳から生殖能力が下落する。
以下のような要因が不妊の原因になると示唆されている。

### 年齢による卵子老化・妊孕力低下
厚生労働省は不妊で一番多い原因を年齢としている。女性は生まれた時点で卵子の数は決まっていて、加齢とともに減少して閉経を迎える。卵子はその女性の出生段階で既に定数が卵巣内に用意され、精子のように新たに増産されることは全く無い。初潮以降は排卵や受精ごとに減っていく一方となる。このため、卵子はその女性と共に加齢、老化していき、妊娠確率は20歳前後で最大に達する後、30代に入り数と質が低下、概ね閉経の数年前となる45歳で「妊娠能力を失う」とされている。さらに、平均的に50歳になると閉経を迎え、卵巣内の卵子の数が物理的にゼロとなる。50歳前後に閉経を迎えて卵巣内の卵子の数が物理的にゼロになった状態は「不妊症」と呼ばれつつも実際は疾病、症候群ではなく加齢に伴い全ての女性がたどる生理現象であるが、日本生殖医学会は「不妊症」に含めて取り扱っている。

### 性分化異常
半陰陽、ターナー症候群、クラインフェルター症候群、先天性副腎皮質過形成、精巣性女性化症候群などは不妊となることがよく知られている。Y染色体上の異常など様々な遺伝子異常、染色体異常が知られているが、基本的に以下に述べるような女性不妊、男性不妊の概念で理解可能である。

### 女性の疾患による不妊
妊娠を行うには排卵し、受精し受精卵の輸送を行い、着床をする必要がある。これらのうちどれかが障害されると女性因子による不妊症となる。内分泌・排卵因子、卵管因子、子宮因子に分けて考えると理解しやすい。頻度として最も多いのは卵管因子によるものである。
内分泌排卵因子
これらの異常は無月経など月経異常を伴うのが一般的である。視床下部下垂体系の異常、高プロラクチン血症、多嚢胞性卵巣症候群、早期卵巣機能不全、黄体機能不全などが知られている。続発性無月経は非常に頻度が多い疾患であり、特に視床下部性のものが多い。原発性無月経は極めて稀である。無月経の原因を纏める。
視床下部性
原発性としてはカルマン症候群、フレーリヒ症候群、ローレンスムーンビードル症候群などがある。続発性としてはキアリフロンメル症候群、アルゴンツデルカスティーユ症候群、神経因性食欲不振症、体重減少性無月経などがあげられる。カルマン症候群は無嗅覚症を合併する遺伝性疾患であり、視床下部におけるゴナドトロピン産出の低下、全身奇形を伴う症候群である。フレーリヒ症候群は女性型の肥満、性器の発育障害を2主徴とする症候群であり、視床下部に器質性疾患をもつ。頭蓋咽頭腫によるものが最も多く、視覚異常や頭蓋内圧亢進症を伴う場合が多い。ローレンスムーンビードル症候群は肥満、網膜色素変性、多指症、合指症、生成ん機能障害、家族内発症を6主徴とする疾患であり、低身長、視神経萎縮、片側腎欠損、難聴、夜盲、尿毒症、精神障害を伴うこともある。キアリフロンメル症候群は妊娠･授乳に関連して起こる視床下部性高プロラクチン血症である。アルゴンツデルカスティーユ症候群は妊娠、授乳に無関係におこり、トルコ鞍にも異常がない視床下部性高プロラクチン血症である。
下垂体性
原発性としては先天性ゴナドトロピン欠損症などがあげられる。続発性としてはシーハン症候群、フォーブスオールブライト症候群、下垂体腺腫などがあげられる。フォーブスオールブライト症候群は下垂体に器質性疾患（大抵は腺腫）が存在するため高プロラクチン血症にいたった場合である。
卵巣性
原発性としてはターナー症候群などがあげられる。続発性としては多嚢胞性卵巣症候群（PCOS）、早発卵巣機能不全、卵巣摘出などがあげられる。早期卵巣機能不全とは40歳未満で高ゴナドトロピン性低エストロゲン血症（閉経パターン）となる。卵子が0となったときや、FSH、LHの感受性が著しく困難になった場合である。一般に排卵誘発は極めて困難である。その他、子宮性、腟性といった無月経も存在する。
卵管因子
卵管が原因となるものとしては、卵管留水腫や卵管間質部の閉塞が知られている。卵管留水腫は性器クラミジア感染症によっておこる、卵管采、卵管采周囲の癒着である。卵管間質部閉塞は子宮内膜症やクラミジア感染症などで反復炎症にいたった結果として起こる。これらの障害がおこると卵子、精子の輸送や相互作用が阻害され不妊にいたる。特にクラミジア感染症は不妊症にいたるまで無症候であることが多く注意が必要である。クラミジア感染症はまれにフィッツヒューカーティス症候群という肝周囲炎を起こす。若年女性の上腹部痛の鑑別として重要である。また不妊症にいたらなくとも炎症によって卵管の輸送能が低下すると子宮外妊娠も起こしやすいので注意が必要である。
子宮因子
ほとんどが子宮の形態異常である。子宮奇形、子宮筋腫、子宮内膜症、アッシャーマン症候群などが知られている。免疫学的異常として子宮頸管に抗精子抗体が存在することがある。この場合はヒューナーテスト（2日間禁欲し、性交後に頚管粘液を採取し運動性のある精子が10個以上あれば正常である）を行い頚管粘液と夫精子の相互作用を評価する。性交せずに評価するには頸管粘液を採取し、精子が頸管粘液に進入するのかを調べる方法も存在する。帝王切開後の不妊は帝王切開瘢痕症候群が原因となる場合も多い。

## 女性の年齢による妊孕力低下

### 加齢による受胎能力低下・流産率と先天性欠損症上昇
健康な男性は40歳を越えてから生殖能力が下落し出すものの、生涯生殖能力を持つ。しかし、女性は健康でも年をとるにつれ、受胎能力低下・流産率と胎児の先天性欠損症率（身体障害、知的障害、発達障害などの各種先天性障害）が上昇する。女性の身体の仕組みとして、胎児期に体内の卵子数ピークは約700万を迎え、その後は下落し続ける。母親の体内から出生した時点で卵子数は200万、思春期に20-60万、平均約26歳で大きく下落し始め、平均32歳で更に下落し、40後半から50歳の閉経時には卵巣に残っている卵子の大半は染色体異常で最後には0になる。
加齢よる子宮内の老化は卵子の老化として報道されているが、医学的に卵子の数減少と卵子の質の低下を意味する。ちなみに百万円前後の高度な不妊治療後の40歳女性で体外受精で無事出産できる可能性は全治療総数に対し8.1％、45歳では0.5％である。治療無しでは更に厳しい出産成功率になっている。出産児童の染色体異常率も20歳では1／1667、30歳では1／952、40歳では1／106、45歳では1／30と、年齢とともに急激に増加する。20歳の出産と比較すると、40歳で約16倍、45歳で約56倍と、発生頻度が高くなっていく。

### 妊孕性と合計特殊出生率
健康な女性が妊娠し出産する能力は、最初の排卵時（一般的に11～12歳）で始まり、最後の排卵時（一般的に50歳前後）で終了する。人類の経験則として、最初の排卵時から数年（一般的に10代前半）の期間は、身体が妊娠出産に必要十分の状態に生育していないので妊娠率は低く、10代後半～30代前半までが妊娠と出産の能力があり、20代が一番妊娠しやすく、30代後半以後は卵子や子宮の能力の低下により漸減し、40代後半になると能力が著しく低下し、50歳以上ではゼロに近くなるが、50歳以上の出産も非常に少数の例外として存在する。
厚生労働省と世界保健機関は、合計特殊出生率を算出する定義として、「15～49歳の女性」を母集団としている。ほよ理由として、15歳未満と50歳以上の出産も存在するが統計の精度に影響を与えないとの考えから、合計特殊出生率を算出するための統計には含んでいない。

### 早期閉経・早発閉経
健康であっても女性は40歳で閉経することがある。40歳以前に閉経した場合は、早発卵巣不全（または早期閉経・早発閉経）と診断される。

### 若年性不妊と生理不順
個人差があるため、10代でも卵子数の標準偏差の下の女性は40代後半の平均値の卵子の数しかない若年性不妊症ことがあるため、全て女性は産婦人科に通うようになる初潮以後の若いうちに卵巣や卵子の診察を受けることが勧められている。特に「月経周期が28日～32日で安定しており、予定通りの月経」に該当しない場合は、たとえ月経があったとしても排卵はしていない無排卵周期症など不妊の可能性が高い。

### 不妊治療開始年齢による出産率・流産率
体外受精を用いた高度な不妊治療を開始して出産出来る確率は30歳開始で19.9％、35歳開始で16.3％、40歳開始で7.7％、43歳で4%（流産率48％）、45歳開始で0.6％である。

### 加齢による卵子老化と保険適応年齢
卵子のもととなる細胞（原始卵胞）は、女性が生まれたときに既に体の中にあり、年齢と同じだけ年を重ねるために、女性が老化すると不具合が出る。不妊治療を受けても、加齢と共に子どもを授かる可能性は低くなる。日本産科婦人科学会によると、体外受精を行っても1回の治療で出産した割合は、30歳代半ばまでで約20％で、40歳では約10％にまで下がる。43歳の女性が体外受精しても出産に至る確率は4％まで下がり、流産率は48％に上がる。加齢と妊娠の関係について、産婦人科医の石原理埼玉医科大教授は「加齢により卵子の染色体異常の割合が高まります。妊娠率は低下し、流産率は上昇。子宮筋腫などの合併症や、妊娠中の高血圧や糖尿病も増えます。若いほうが低リスクで出産できるのは間違いありません」と述べている。子ども好きであったため、「いつかは子どものいる家庭を」と思いながら、「まずは仕事を一生懸命やって、妊娠、出産はその後に」と考えていたが国内外で転勤を重ねるうちに40代に突入した遠藤富美子読売新聞東京本社英字新聞部記者は、41歳で同い年と結婚・43歳で不妊治療開始し、5年による多額を費やした不妊治療で48歳で出産した。遠藤記者によると娘の妊娠直前は「この先、夫と2人でどう生きようか」「もう妊娠は無理だろう」と考えることが増え、採卵方法中止して以前凍結した胚の移植しようとしていたところであり、47歳での通算10回目の移植で妊娠判定が医師から出た。2019年春に、帝王切開で3000グラム台の健康な女の子を出産成功した。採卵や移植を受けるごとに十数万から二十数万単位が掛かっていた遠藤記者は40代の有名人による出産ニュースもよく目にしたため、「40代で産んでいる人も結構いそうだし、まだ時間あるよね」と、「まだ時間あるよね」という楽観主義で妊娠適齢期の20代・30代を過ごしてしまったとし、出産後の51歳である2022年2月には「女性は年を重ねると卵子の老化問題にぶつかるため、子どもを望むのなら妊娠しやすい年齢を意識してライフプランを考えたほうがよさそうです。」と述べている。
このように、いくつになっても子供は産めると誤解している女性も珍しくないが、妊娠には適齢期があり、女性の年齢が高くなれば妊娠は難しくなる。そのため、ドイツでは40歳までは不妊検査や不妊治療が公的健康保険適用範囲内となっており、不妊検査は無料、人工授精など次のステップは半額自己負担となっていて、年齢制限が存在する。日本でもタブーとされてきた、加齢による「卵子の老化」が26歳以降の妊娠を難しくする主な原因として指摘されている。女性と男性のどちらにも疾患がない健康な男女のカップルでも、卵子の老化により妊娠の可能性は低くなる。
健康な男性の場合、生殖細胞（精子）を毎回新たに作るが、健康な女性でも生殖細胞（卵子）は発生時より分化形成され、新たに作られることはない。この違いの結果、精子の年齢は受精時には長くても生後数日であるのに対し、卵子の歳は排卵時の女性の年齢＋1となる。どれほど女性の肉体（体細胞）が若々しく見えても、卵子（生殖細胞）の受けたダメージをはかり知ることはできない。ここでいう「卵子の老化」とは、平均約26歳で大きく下落、33歳から急激に悪化の一途を辿り、40歳にほぼ生殖能力なくなり、50歳前後に迎える閉経時に生殖能力が0になる。「卵子の老化」は卵子の機能の低下の総称である加齢に伴う卵巣内の卵胞数の減少や、卵子の顆粒膜細胞の数の減少、核の染色体の不正確な分離、ミトコンドリアのDNAの減少、小胞体のカルシウム取り込みの能力の低下、などと考えられている。

### 卵子凍結保存
本来は放射線治療などのために不妊になる女性に対しての将来の出産保護のための治療方法であるが、卵子の老化による不妊問題を回避するために、液体窒素で若い時期の卵子を凍結保存しておく技術で、卵子を結婚以後まで保存する女性もいる。急性骨髄性白血病に放射線治療を受けるために2009年4月に治療前に卵子凍結した女性は放射線で2015年の白血病完治後の2016年に凍結卵子を溶かし、顕微授精後に受精卵を再凍結し、2018年2月に受精卵を母体へ移動させた。31歳で妊娠し、同年10月に健康な子供を出産した。このように20代前半の卵子を凍結してから10年目の30前半で受精卵を体内に移植して、出産に成功した事例もある。しかし、酪農における牛の凍結卵子技術を応用した手法は、未成熟卵や成熟していても未受精の卵子（排卵直前や直後）は耐凍性が低いため、20代前半の若い凍結卵子でも現在の技術では100%出産成功するとは限らない。
不妊治療に当たる医師らは、「結婚適齢期はなくなったが、妊娠適齢期は動いていない」「妊娠には必ず適齢期があります」「卵子の若返りは不可能です」「どんなに見た目が若く見えても　卵子は若返りません」としている。医師らは女性の卵子の老化と不妊について密接な相関関係があることが周知されていないと述べ、体外受精や卵子の凍結でも、凍結時の卵子年齢と母体の現年齢が関係するなど、不妊手術時点で若い時の卵子がない場合は現在の不妊治療では解決できない問題があるとしている。

## 男性不妊

### 健康的男性における生涯の生殖能力
健康な男性は、健康な女性のように年齢単体で確実な不妊状態にならず、両方の精巣が無くならない限り、精巣で生涯精子が製造され、女性でみられる排卵の止まる閉経状態(肉体的な不妊段階)にならない。そのため、健康男性の生殖能力は年齢のみでは区切りをつけることが出来ない。
健康男性は生涯、健康な若い女性を生涯妊娠させられる能力はあるものの、年齢的には35-40歳頃又は平均40歳から加齢とともに少しずつ生殖機能や精子の質自体は下落自体はし始める。30歳の健康男性に比べてると、45歳の健康男性の生殖能力は20%ほど下落する 。それでも健康な男性は勃起力は落ちることはあるものの、生殖能力自体は生涯持つ。アメリカ生殖医学会（ASRM）は、「(健康)男性が父親になる年齢に上限はない」としている。

#### 加齢による子の神経発達症(発達障害)率上昇
女性は健康でも生殖能力(妊孕力)に「年齢による上限」(閉経)が明確にあるのに対して、健康男性は妊孕性のある女性を妊娠・出産させられる生殖能力を生涯持つ。しかし、男性の場合は出産までは至るものの加齢ごとに自己が若い時につくる場合よりも神経発達障害をもった子供になるリスクが高まることが判明した。マウスの実験で、加齢は父親の精子の遺伝子の働きにも影響があり、同一オスの精子でも加齢が進むほど、対人関係を苦手とする「自閉症スペクトラム障害」などの神経発達障害の発症リスク確率の上昇への影響が大きい結果が出ている。

### 不妊男性のケース

#### 診断・病院
日本では、夫婦1200万組いた場合に約10％が不妊のカップルであり、不妊原因が「女性のみ」41％、「男性のみ」24％、「男女双方」24%である。そのため、1200万のカップル内で男性約57.6万人、女性約78万人に不妊がある。上記のように120万人の不妊カップルの半数に近いと思われる率で男性側に（も）原因が認められる。20歳-40歳男性の3％が意識せずとも男性不妊患者であり、既婚者対象にすると100組中5組の不妊原因は男性のみが理由である。女性不妊は産婦人科と広く知られているが、男性不妊を専門に扱っている施設は少なく、一部の病院やクリニックの泌尿器科でのみ行われている。男性不妊患者は全体の1割から2割しかいないという主張もある。

#### 男性不妊原因・精子や生殖器疾患
40歳未満男性不妊の原因は、精子の形成や成熟ができないなど精子を作る過程に問題がある「造精機能障害」、精子の輸送経路が障害されているなど健康な精子造成後の射精まで問題がある「精路通過障害」、精嚢や前立腺の炎症によって精子が影響を受ける「副性器障害」、性交や射精ができない膣内射精障害などの「性機能障害」という4つが主に知られている。
男性不妊症は病因別に「造精機能障害」が90％、「精路通過障害」が5％、「性機能障害」が3％、半陰陽・ターナー症候群・クラインフェルター症候群・先天性副腎皮質過形成・精巣性女性化症候群などY染色体上の異常などを含む「その他の原因」が2％である。

##### 造精機能障害(精子形成障害、精子製造機能の異常)
男性不妊の原因の90%は「造精機能障害」であるため、基本的に精液分析を最初に行う。精子生産異常・精巣機能異常を意味する造精機能障害(精子形成障害)の原因は、残念ながらも「原因不明」の場合が最多である。精液機能の分析により乏精子症(精子を作る機能に異常があるタイプの乏精子症)、精子無力症、奇形精子症、無精子症(非閉塞性無精子症)などの診断がつく。これらの原因は染色体異常、精索静脈瘤、精巣炎、停留精巣、特発性などが知られている。。 

##### 精路通過障害(精子通過場所の異常)
精路通過障害のケースの大半は、無精子症（閉塞性無精子症）である。閉塞性無精子症の原因には先天的発育不全、精管炎、精巣上体炎が知られている。閉塞性無精子症の場合には精管精管あるいは精管精巣上体吻合術などの再建術が成功すれば、自然妊娠出来るようになる。
精路通過障害の稀なケースでは、精路の狭窄や機能的閉塞のために乏精子症（精子が通過する場所に異常があることで精液中の精子数が基準に満たないタイプの乏精子症）である。無精子症とは、「精液中に精子が全くみられない状態」であるが、顕微鏡を用いた精巣内採精術が実用化されてからは、精巣内で精子自体は製造されている「閉塞性無精子症」ならば妊娠が期待できるようになっている。

##### 副性器障害
副性器は精巣上体、前立腺、精嚢などの臓器のことである。副性器の機能不全のことであり、炎症によるものが代表的である。各々の病態に合わせた薬物療法が必要でとなっている。精嚢炎、前立腺炎が知られている。
性機能障害
精液自体に異常はないものの、「精子が配偶者の生殖器管に到達できない」ケースである。主に勃起障害などの性交障害や射精障害、性欲障害が原因であり、カウンセリング、薬物療法など個々に応じた診療がされる。

## 二人目不妊など続発性不妊

### 続発性不妊症
夫婦間で過去に1回も妊娠が成功しない不妊を原発性不妊症(primary infertility)、1回以上妊娠や出産歴の経験があるがその後に妊娠しない経産婦のケース場合を、続発性不妊症(secondary sterility)と呼ぶ。
初産では、夫婦間双方に生殖機能に大きな問題がなかったため、一人目を授かったのに、なかなか二人目を授からない状態を「二人目不妊」という。原因として、前回の出産から年齢が上昇しているため、二人目を望んだ時の年齢も必然的に上がっていて、二人目希望時に加齢によって卵子の質や卵巣の健康度、精子の質が一人目妊娠時より低下しているため、妊娠しにくい状態になっていることにある。高齢でも子供をつくれる男性側も見落とされがちたが、ストレスや加齢によって精子の質が低下するケースもあるため、'1年以上排卵期に性交渉しても二人目不妊の場合は、精子の検査も求められている。一度出産して一児を持つ夫婦が、その次の子供をもうけられない可能性（不妊率）は、20-24歳が5％、25-29歳が9％、30-34歳が15％、35-39歳が30％、40-44歳で64％と年齢が上がるごとに高くなっている。 
2025年3月3日に元モーニング娘の辻希美（37）、俳優・杉浦太陽（43）との間に第5子を妊娠したことを発表した。その際に、彼女は3-4年前である2021-2022年時点で第5子願望があり、3-4年間も不妊治療をしていた五人目不妊であったことを明かした。2人は2007年6月に結婚し、同年1月に第一子長女、その3年後の2010年12月に第二子長男、その3年後の2013年3月に第三子次男、その5年後の2018年12月に第四子三男を出産していた。

### 原因
出産歴のある夫婦の不妊(続発性不妊症)は、基本的に加齢が原因である。卵子数が0になる閉経の近い40代後半に至った女性以上が自然妊娠することは稀である。夫の精子の検査で異常が見られない場合、妻が閉経前で排卵自体はしていても、一人目時よりすでに卵子が老化しているため、精子が自然妊娠で受精できる状態ではなくなっている。年を重ねる度に卵子や精子といった生殖細胞は老化するので、体外受精による妊娠も成功する確率は低くなる。

## 加齢に伴う不妊・流産リスク
これまで日本の教育現場では性教育は、避妊とVD(性病)に主眼が置かれ、卵子の老化という問題は殆ど教えられてこなかった。メディアにおいては40歳を超えて子供を出産した芸能人の事例等が報道されても、これが医学的に特異な事例であることは解説されないため、視聴者側においてはこれをむしろ高齢出産の可能性として受け取られ、卵子の老化という問題は殆ど認識されずに来た経緯がある。
女性に対しても晩婚化の風潮に対して、人生設計において確実に子供が欲しい場合は20歳代での結婚・妊娠・出産が奨励されるようになってきており、それをサポートする社会的整備が求められている。
日本において参議院事務局が参議院議員向けに発行している調査情報誌では、「医学的には35歳を過ぎると卵巣の機能が低下する」、「不妊治療のうち体外受精における妊娠率は32歳を過ぎてから急速に低下し始め、40歳以上の妊娠は困難である」、「若いうちに結婚・出産していれば不妊治療をしなくても済んだと思われる人たちが増えている」との指摘がなされている。
2018年に体外受精や顕微授精など高度な不妊治療を受けても、妊娠から出産まで至った割合は35歳で18.4％、45歳で0.9％である。流産率は35歳で20.1％、40歳で34.6％、45歳で63.2％となっている。不妊率・流産率は加齢のたびに上昇するため、「40歳になっても不妊治療をすれば産める」と考えるべきではないとの意見がある。

## 診断
不妊の診断については、一般の健康調査に加え、血液分析によるホルモン量の調査、精液の調査などが行われる。男性不妊のうち、精子の運動性不足・貧精子症・無精子症などは精液の検査によって診断される。また男性原因の場合はY遺伝子上の問題も不妊に関与していることから、PCR法による診断が試みられている。
女性不妊については、甲状腺刺激ホルモン量・女性ホルモン量の分析・女性生殖器の診断などが行われる。不妊症の原因は特定できないことがある。不妊原因が治療可能な場合は原因疾患の治療を行い、異常が認められない場合はタイミング法をまず指導され、半年間試して無効ならば人工授精、ART（体外受精や顕微授精）が考慮される。医療介入が必要な不妊症の診断のために不妊症のスクリーニング検査があり、ブライダルチェックとも呼ばれる。内分泌排卵因子の検査項目としては基礎体温、ホルモン負荷試験、血中ホルモン測定などがあげられる。卵管因子としてはクラミジア検査、特に子宮頚管抗原、血中抗体価の他子宮卵管造影が知られている。子宮因子の検査としては子宮卵管造影の他超音波検査やMRIが知られている。男性因子の場合はまずは精液検査を行う。これらの異常が見られた場合はさらに精査が行われる。

## 治療

### タイミング法
原因不明の不妊については、タイミングの不一致である可能性が高いとされる。そのため薬物や外科的手段を用いる方法は母胎への影響がないとはいえないので、はっきりした原因が不明である段階ではタイミング法を指導されることが多い。

### 人工授精
日本の場合、人工授精は主に配偶者間人工授精（Artificial Insemination by Husband; AIH）を行う。非配偶者間人工授精（Artificial Insemination by Donor; AID）は日本ではごく一部の登録医療施設でしか行われていない。オーソドックスなやり方としては排卵誘発法を併用し、数万個の精子を人工的に子宮腔内に注入する。採取した精子は精子洗浄濃縮法にて運動精子を抽出してから投与するのが一般的である。排卵誘発法によって卵巣過剰刺激症候群（OHSS）となるリスクがある。性接触の嫌悪や膣内射精障害を原因とする場合の解決方法としては特に最善の方法とされる。

### 生殖補助医療技術（ART）
生殖補助医療技術（Assisted Reproductive Technology; ART）の一般的な手順をまとめる。まず卵子と精子の採取を行う。卵子の採取は排卵誘発法を行い、卵胞の発育を促し超音波ガイド下で卵巣を穿刺し、複数個の卵子を採取する。精子は用手法で採取する。2014年現在この後の方法は、体外受精（In Vitro Fertilization; IVF）とするか顕微授精（IntraCytoplasmic Sperm Injection; ICSI; いくしー）にするかに大きく分かれる。一般的にはIVFで失敗した場合はICSIとするが、男性不妊（精子が少ない運動率が悪い奇形率が高い）がわかっている時にははじめからICSIを選択する。IVFは培養液中で精子と卵子を受精させる。ICSIでは顕微鏡下で卵細胞内に直接精子を注入する。受精卵を得られたら、子宮内で発育するように胚移植（In Vitro Fertilization - Embryo Transfer; IVF-ET）を行う。胚盤胞まで培養後に移植する胚盤胞移植（（In Vitro Fertilization - Blastocyst Transfer; IVF-BT）を行う場合もある。移植後、黄体維持療法として母体にhCGの投与を行う。
かつては、腹腔鏡を用いて精子と卵子を卵管内に移植をする配偶子卵管内移植（Gamate Intrafallopian Transfer; GIFT; ぎふと）、腹腔鏡を用いて受精卵を卵管内に戻す接合子卵管内移植（Zygote Intrafallopian Transfer; ZIFT; じふと）という方法がとられていたが2008年現在、施行されるのは稀である。培養技術が進歩したことにより培養液中でより成熟した受精卵を得ることができるようになった。以前は初期胚（8細胞期まで）を胚移植するIVF-ETが主流で、3個移植も行っていたため多胎妊娠が非常に多かった。近年は桑実胚や胚盤胞を1～2個（原則1個）移植するIVF-BTが増えてきため多胎率も軽減された。

### 卵管鏡下卵管形成術（FT）
不妊の種々の原因の中、卵管の閉塞や狭窄が30％を占めていると言われている。
卵管鏡下卵管形成術（Falloposcopic Tuboplasty; FT）は、卵管閉塞や狭窄を対象とする不妊治療法である。バルーン付きのカテーテルを子宮内に挿入し、卵管鏡という非常に細い（1mm以下）内視鏡を用い、卵管内側を観察しながら、卵管口からバルーンを少しずつ拡張して卵管に挿入し、閉塞や狭窄を物理的な原理で解除する治療法である。手術効果について、卵管開通率は9割以上で術後1年内の妊娠率は3割に達すると言われている。健康保険が効き、費用負担はかなり減軽される治療法ではあるが、手術が実施される病院が限られ、未だに普及されていない。体外受精（ART）の普及により行われることが少なくなってきている。

### 排卵誘発、黄体維持
クロミフェン療法やゴナドトロピン療法がよく知られている。

#### クロミフェン療法
第1度無月経や希発月経、無排卵周期症、多嚢胞性卵巣症候群の一部で用いられる治療法である。エストロゲンアナログであるクロミフェンを投与する。
間脳に作用して内因性エストロゲンと競合的に受容体と結合し、GnRH（ゴナドトロピン放出ホルモン）を分泌させる。その結果、下垂体からFSH（卵胞刺激ホルモン）とLH（黄体形成ホルモン）が分泌され、卵巣を刺激して排卵が誘発される。月経周期または消退出血の5日目よりクロミフェンクエン酸塩錠（商品名：クロミッド、セロフェン）50mg 1T（無効時2T）を5日間内服させる。疾患によってはクロミフェンに他の薬物を併用することもある。クロミフェン-ゲスターゲン併用療法などが知られている。

#### ゴナドトロピン療法
第2度無月経やクロミフェン療法無効例はゴナドトロピン療法を行い排卵を誘発させることがある。ゴナドトロピン療法は多胎妊娠、卵巣過剰刺激症候群（Ovarian hyperstimulation syndrome; OHSS）といった命にかかわるリスクが存在するため、十分な説明の後に行うことが望ましい。hMG-hCG療法とPMS-hCG療法がよく知られている。FSH様作用をもつhMG・PMSを投与後に、LH様作用をもつhCGを投与するというものである。大雑把にはhMG150単位の筋注を月経周期または消退出血の5日目より連日投与し、卵胞成熟（平均径16mm以上）となったらhCG5000単位を一回筋注をするというものである。黄体機能不全になることが多いので、後療法としてHCG3000単位を一日一回、高温相の3日目より隔日で3回投与を行ったり、デュファストンやルトラールで黄体補充を行う。しかし、ゴナドトロピン療法には卵巣過剰刺激症候群によって多数の卵胞が発育、排卵し卵巣腫大、胸腹水の貯留、血液の濃縮が起こる可能性がある。卵巣過剰刺激症候群の治療には輸液による血液濃縮の改善と低アルブミン血症の改善のためのアルブミン投与である。乏尿に至り低用量ドパミンが必要となることもある。腫大した卵巣が茎捻転を起こし急性腹症をきたすこともある。最重症型は脳梗塞、急性肝不全、急性腎不全、ARDS、DICに陥り命にかかわることもある。多嚢胞性卵巣症候群（PCOS）の場合は特に起こりやすく注意が必要である。